# Awake (album, Skillet)
Awake je sedmé studiové album americké křesťanské rockové skupiny Skillet. Album vyšlo v roce 2009.

## Seznam skladeb
| Pořadí         | Název                       | Autor                        | Délka |
| -------------- | --------------------------- | ---------------------------- | ----- |
| 1.             | Hero                        | John L. Cooper, Korey Cooper | 3:07  |
| 2.             | Monster                     | J. Cooper, Gavin Brown       | 2:57  |
| 3.             | Don't Wake Me               | J. Cooper, Brian Howes       | 3:55  |
| 4.             | Awake and Alive             | J. Cooper, Howes             | 3:32  |
| 5.             | One Day Too Late            | J. Cooper, Howes             | 3:40  |
| 6.             | It's Not Me, It's You       | J. Cooper                    | 3:25  |
| 7.             | Should've When You Could've | J. Cooper                    | 3:31  |
| 8.             | Believe                     | J. Cooper, Dave Bassett      | 3:50  |
| 9.             | Forgiven                    | J. Cooper                    | 3:39  |
| 10.            | Sometimes                   | J. Cooper                    | 3:28  |
| 11.            | Never Surrender             | J. Cooper, Bassett           | 3:30  |
| 12.            | Lucy                        | J. Cooper                    | 3:40  |
| Celková délka: | Celková délka:              | Celková délka:               | 42:20 |

| Bonusové skladby v edici Deluxe | Bonusové skladby v edici Deluxe | Bonusové skladby v edici Deluxe |
| Pořadí                          | Název                           | Délka                           |
| ------------------------------- | ------------------------------- | ------------------------------- |
| 1.                              | "Dead Inside"                   | 2:56                            |
| 2.                              | "Would It Matter"               | 4:12                            |
| 3.                              | "Monster (Radio Edit)"          | 2:59                            |

| Bonusová skladba japonské edice | Bonusová skladba japonské edice | Bonusová skladba japonské edice |
| Pořadí                          | Název                           | Délka                           |
| ------------------------------- | ------------------------------- | ------------------------------- |
| 1.                              | "Comatose (Live)"               | 3:53                            |

## Sestava
- John L. Cooper – zpěv, basová kytara, akustická kytara
- Korey Cooper – rytmická kytara, klávesy, doprovodný zpěv
- Jen Ledger – bicí, zpěv (na "Hero a "Awake and Alive")
- Ben Kasica – sólová kytara